# Леопольд Моцарт
Леопольд Моцарт (нім. Leopold Mozart; 14 листопада 1719, Аугсбург, нині Німеччина — 28 травня 1787, там само) — австрійський скрипаль, композитор. Батько й учитель Вольфганга Амадея Моцарта.

## Життєпис
Леопольд народився 14 листопада 1719 року в Аугсбурзі (нині Німеччина) в сім'ї палітурника і був охрещений як Йоганн-Георг-Леопольд.
Відвідував аугсбурзький єзуїтський коледж, а з грудня 1737 року вивчав філософію в Зальцбурзькому університеті, де йому було надано ступінь бакалавра в липні 1738 року. Вивчення права, на яке він тоді вступив, не закінчив, напевно тому, що більше цікавився музикою. 1740 року став скрипалем і слугою одного з каноніків університету, а з 1743 року — скрипалем придворної капели. У 1757 році Леопольд став придворним композитором архієпископа Зальцбургського.
Автор методичної праці «Проба фундаментальної скрипкової школи» («Versuch einer gründlichen Violinschule») (Аугсбург,1756), яка довго вважалася найкращим посібником для вивчення гри на скрипці, її перевидавали не менше десяти раз і перекладали французькою і нідерландською мовами. Також написав багато мес, кантат, ораторій та інструментальної музики, чимало п'єс для клавесина й органа, симфонії тощо.

### Сім'я
У 1747 році одружився з Анною-Марією Пертль, яка народила сімох дітей, тільки двоє з них залишилися живими:
- Марія-Анна-Вальбурга-Ігнатія, віртуозна піаністка
- Вольфганг Амадей

У популярній культурі
У всесвітньовідомому фільмі Мілоша Формана «Амадей» (1984 р.) за п'єсою Пітера Шеффера Леопольд Моцарт зображений як вибагливий тиран, який за будь-яку ціну хоче зберегти необмежену владу над своїм геніальним сином.
Така інтерпретація стосунків старшого і молодшого Моцартів наявна і в багатосерійному телефільмі французького телебачення «Моцарт» (1985 р.)